# Oxalis glabrata
Oxalis glabrata là một loài thực vật có hoa trong họ Chua me đất. Loài này được (Baker) R. Knuth mô tả khoa học đầu tiên năm 1919.